# Деснянський біосферний резерват
Деснянський біосферний резерват — природоохоронна територія, розташована на Півночі України. 
"Деснянський біосферний резерват"  є частиною світової мережі в рамках ЮНЕСКО «Людина і біосфера» та  виконує такі функції:
- природоохоронну (збереження генетичних ресурсів, видів, еко-систем і ландшафтів);
- розвитку (сприяння сталому розвитку суспільства);
- логістичну (підтримка демонстраційних проектів, екологічна освіта, наукові дослідження з питань охорони природи і сталого розвитку.

## Історія
Біосферний резерват «Деснянський» створено Рішенням 21 сесії Міжнародної координаційної ради з Програми ЮНЕСКО «Людина і біосфера» 26 травня 2009 р.
Деснянський біосферний резерват є першим на Лівобережжі України і сьомий в Україні, поповнивши список із більш ніж 550 біосферних резерватів у 107 країнах світу. Територія БР охоплює північну частину Середино-Будського району Сумської області  і північно-східну - Новгород-Сіверського району Чернігівської області.

## Опис

Загальна площа біосферного резервату «Деснянський» складає 70748 га. Природне ядро, де запроваджено абсолютно заповідний режим, має площу 2397 га. Це частина Старогутського лісового масиву і 80 га у заплаві р. Десни. Буферну зону складає територія національного природного парку «Деснянсько-Старогутський» (крім заповідної) загальною площею 13156 га. Вона призначена для часткової охорони природних комплексів і зменшення зовнішніх впливів на ядро, екологічної освіти та рекреації. Найбільшою є транзитна зона, або зона співробітництва. Її площа 55195 га. Господарська діяльність в цій зоні має здійснюватися за принципами сталого розвитку. До складу резервату крім НПП «Деснянсько-Старогутський», входять 3 заказники і 3 пам'ятки природи, водно-болотне угіддя міжнародного значення «Заплава Десни» (2004).

## Природні особливості
Одним із критеріїв, яким має відповідкати територія, яка виділена для біосферного резервату - це максимально відображати ландшафне різноманіття краю. 
На території Деснянського біосферного резервату виділяються наступні ландшафти:
- правобережжя Десни з лесовими островами і вираженою яружно-балковою системою, де переважають агроекосистеми;
- заплава р.Десна, де регулярно бувають повеніі значною мірою збереглась природна рослинність;
- тераси р.Десна, сформовані піщаними відкладами, значною мірою розорані, однак тут збереглись крупні лісові урочища та є заболочені ділянки;
- поліські ландшафти, достатньо заліснені та заболочені.

 Правобережжя Десни. 
Правобережжя р.Десни займає близько 11% території Деснянського біосферного резервату. Місцевість здіймається над заплавою подекуди на 40 м і вище. Історія формування цих ландшафтів виявляється в нашаруваннях крейди, глин та лесів по крутосхилах вздовж Десни. Ця підвищена рівнина не зазнала впливу вод таючих льодовиків.
Значні перепади висот сприяють розвитку водної ерозії. Тому тут густота яружно-балкова мережа. Ця
частина Деснянського БР витягнута вузькою смугою з півночі на південь. Ґрунти, переважно сірі лісові, відзначаються родючістю і тому на вирівняних ділянках землі розорано. Крупні масиви соснових лісів збереглися вздовж приток Десни на їх піщаних терасах. Вздовж ярів створено протиерозійні насадження з берези та сосни. Колись розповсюджені тут широколистяні ліси майже не збереглися. Особливістю цієї частини Деснянського БР є наявність виходів крейди в ярах та по берегу р.Десни. На крутосхилах широко представлені остепнені луки. Уздовж високого правого берега Десни, подекуди зустрічаються крейдяні гори - колишнє дно теплого океану, води якого 100 млн років тому накопичили незліченні залишки морських організмів. Так і утворились потужні поклади крейди. Зараз це природний фільтр води у численних джерелах. Правобережжя Десни найбільш густо заселена частина біосферного резервату. В селах,розташованих по схилах корінного берега р.Десна мешкає понад 3 тис. осіб. Найбільшим є с.Грем'яч (1,4 тис. жителів). Це самий північний населений пункт України. Біля південної межі біосферного резервату розташоване древнє місто Новгород-Сіверський, що славиться своїми пам'ятками архітектури. Традиційними видами природокористування є сільське господарство та риболовля. В умовах біосферного резервату є перспективи молочного скотарства, рослинництва та садівництва, а також розвитку зеленого туризму. Це досить приваблива з рекреаційної точки зору місцевість.

Заплава Десни та Судості
Заплави цих річок разом займають близько 20% площі Деснянського БР. Судость впадає в Десну біля с. Мурав'ї. Неподалк від гирла розташоване одне з заповідних ядер БР: пам'ятка природи "Мурав'ївська". Ще одне заповідне ядро - урочище Великі і Малі Баги є заповідною зоною НПП "Деснянсько-Старогутський". Загалом природні ядра становлять 0,3 % від площі заплавних комплексів, а буферної зони-27%. Геологічна робота р. Десни є головним фактором формування сучасних ландшафтів цієї частини Деснянського БР. Максимально вона виявляється під час весняної повені. В межах резервату русло Десни завивисте, ділиться на рукави, є велика кількість старичних озер. Все це поряд із помірним сільськогосподарським використанням земель, створює тут умови для збереження біорізноманіття. Незабутнє враження Десна справляє під час повені. В цей час спостерігається величезна кількість мігруючих птахів і за ними проводяться наукові спостереження. В житті та побуті населення, що жило по обидва боки річки, Десна відігравала істотну роль. Перші стоянки первісних людей з'явилися саме вздовж річки, адже тут було найбільше доступної їм їжі. І, хоча зараз заплави Судості та Десни вкриті природною рослинністю, однак сучасний їх стан сформувався в результаті господарницької діяльності людини. Багато років тому тут вирубано більшість лісів. В наш час більшу частину цих земель займають луки. Наразі зменшення площ сінокосів призвело до часткового заростання лук чагарниками. Вздовж більш заселеного правого берега Десни частка сіножатей та пасовищ вища.
Річка Десна вабить туристів та відпочиваючих. Тому рекреаційна привабливість цієї ділянки Деснянського БР оцінюється як висока. В НПП "Деснянсько-Старогутський" розроблено пізнавальні пішохідні  маршрути. Любителі водного туризму часто починають свої сплави по Судості і Десні із с.Грем'яч. 

Тераси Десни
На схід вздовж заплави Десни розташовані рівнини, формування яких зумовлене водами пра-Десни. Сотні тисяч років русло річки під дією сил обертання Землі рухалося на захід. Так утворилися тераси-уступи. Найбільша притока Десни-Судость також має свої тераси. Загалом такі рівнини займають близько 40% території Деснянського БР. Наймолодшими є борові тераси. Вони сформовані пісками. На цих бідних ґрунтах зростають соснові ліси. Більш давні тераси мають багатші ґрунти, і у давні часи вони були вкриті широколистяними та мішаними лісами. В наш час ці рівнини здебільшого розороні. Протяжність терасових рівнин із заходу на схід становить близько 20 км. Вони мають незначні перепади висот, внаслідок цього місцями заболочені. На межиріччях також є кілька озер. На терасових рівнинах найбільш привабливими для туристів і відпочиваючих є лісові масиви вздовж Десни. Тут розташовані бази відпочинку та літній дитячий табір "Десна". Біля них прокладені екологічні пізнавальні стежки. Одним із особливо цінних лісів є урочище Острів, де створений однойменний заказник.
Далі від Десни серед сільськогосподарських ландшафтів є окремі невеликі за площею лісові насадження, здебільшого штучно створені. Більшість боліт осушено, на них видобували торф. Залишені кар'єри заросли болотним високотрав'ям та чагарниками. Населення здавна займалися сільським господарством, водночас близькість торговельного шляху по р.Десна сприяла товарному виробництву. В с.Очкине була пристань.

Поліські ландшафти 
Поліські ландшафти представлені у східній частині Деснянського БР. Тут провідну роль у формуванні рельєфу відіграли води давнього льодовика. А подекуди на полях і досить виорюють камені-валуни, принесені з льодовиком з півночі. Це плеската рівнина, де високі піщані гриви, вкриті сосновими лісами, чергуються із заболоченими улоговинами. По їх краю збереглися широколистяні ліси. В межах Деснянського БР поліські ландшафти займають понад 28% території. У цій частині біосферного резервату  на долю природного ядра припадає 11% площі. Ще 33% земель увійшли до буферної зони і 56%-до зони співробітництва. Найбільш цінною територією з природоохоронної точки зору є Старогутський лісовий масив. Більшість сіл тут були засновані  наприкінці XVII- на початку XVIII ст. Життя населення тісно пов'язане з лісом. Люди займалися лісовими промислами: варили скло, добували поташ, для чого спалювали велику кількість деревени. До цього довгий час основною сільського господарства була підсічно-вогнева система. Тому зараз важко  уявити який вигляд мали доісторичні ліси. Із проголошенням біосферного резервату тут є унікальна можливість запровадити прогресивні методи ведення лісового господарства. 
З-поміж майже тисячі видів рослин природної флори Деснянського біосферного резервату особливу увагу приділяють рідкісним видам рослин, включеним до офіційних переліків, а також вразливим та зникаючим видам. З території резервату відомо 7 видів, які охороняються європейським законодавством, а саме: водяний горіх плаваючий, альдрованда пухирчаста, гроняка багатороздільна, сальвінія плаваюча, сон широколистий, юринея волошкова та парило волосисте. На території біосферного резервату флора судинних рослин становить 825 видів, родів-415, родин-110. Мохоподібних-103 види (93 види мохів та 10 печіночників). Усього до Червоної книги України (2009) занесений 31 вид рослин.